# Ternstroemia borbensis
Ternstroemia borbensis är en tvåhjärtbladig växtart som beskrevs av Clarence Emmeren Kobuski. Ternstroemia borbensis ingår i släktet Ternstroemia och familjen Pentaphylacaceae. Inga underarter finns listade i Catalogue of Life.